# Обработка на скъпоценни камъни
- Крушовидно остенен морганит
- Сапфирен кабошон

Обработката на скъпоценни камъни има за цел да увеличи естетическите качества на изходния материал – обикновено минерал с подходящи качества (твърдост, цвят, чистота), но все по-често и синтетични кристали. Основните дейности по обработката са рязането, остеняването и полирането. Крайният продукт най-често е остенен скъпоценен камък или гладък овален камък като кабошон или мънисто (при които не се извършва остеняване).

## Дейности

### Оглед и планиране
Първоначалният оглед има за цел да установят качествата на суровия материал и да се избере най-подходящата обработка за него. Според формата и размерите се избира подходящо разрязване, като при най-скъпите камъни основният стремеж е да се оползотвори най-голяма част от изходния минерал. Ако има локализирани дефекти като нежелани примеси и пукнатини, те могат да се отстранят при разрязването. Други локални особености се планират да се озоват на места на които биха имали най-голям естетичен ефект.
Прозрачните и полупрозрачните камъни най-често се остеняват за да им се придаде максимален блясък. Непрозрачните камъни или такива с множество включения и примеси са най-подходящи за кабошони или мъниста.

### Рязане, остеняване и полиране
Рязането оформя грубо бъдещите скъпоценни камъни. Обикновено е съобразено с плоскостите на цепителност на минерала. Най-често се използва стоманен въртящ се диск покрит с калаено-фосфорен бронз, на външния ръб на който има вградени ситни диамантени частици. Диамантът, като най-твърд естествен материал (твърдост 10 по Моос), се използва за рязане на всички минерали, включително и диамант. Друг често използван абразив е силициевият карбид (9,5 по Моос). В практиката все повече навлиза и лазерното рязане.
При последващото остеняване (фасетиране) и полиране се използват подобни инструменти, но с все по-ситни абразивни частици и специален държач, който осигурява прецизност при позиционирането. При остеняването се оформят стените (фасетките) на камъка, а при полирането се придава крайният блясък.

### Фасетиране
Фасетите на скъпоценния камък представляват шлифованите му страни. Единствената им роля е да отразяват светлината така, че да подчертават вътрешната красота на камъка по възможно най-добрия начин. Първо се прави внимателен оглед на суровината, за да се прецени най-подходящата форма за фасетиране. След това камъкът се разрязва на няколко съразмерни части с помощта на диамантено острие, охладено с вода.
На следващия етап в действие влиза гониометърът – уред, с който се измерват ъглите между фасетите на кристала. Грубошлифованият скъпоценен камък се поставя върху въртяща се плоча на метален диск и постепенно се заглажда в нужната форма с финозърнести абразиви.
Обикновено най-напред се нанасят фасетите на павилиона, после на короната и най-накрая на таблицата.
Всички тези операции отнемат на опитния шлифовчик не повече от 20 минути, дори ако става дума за най-твърдия скъпоценен камък – диаманта.

### Гравиране и камеи
Най-просто е необработените натрошени чиния
да се сложат в барабан, пълен с вода и абразиви. При въртенето в барабана камъните започват да се трият един в друг и в абразивите и така се окръглят и полират, все едно са речни камъчета. След това автоматично се пробиват с ултразвук, нанизват се на специални конци и се превръщат в гердани.
Гравирането е важна част от обработката на скъпоценните камъни. Това изкуство се е зародило още в началото на човечеството.
Камеята е гравиран камък, при който изображението е по-висок от основата, т. нар. висок релеф. За целта се използват най-малко два различно оцветени пласта на камъка. Гравирането се извършва по такъв начин, че основата да се различава по цвят от релефа. Понякога камеите се използват като официални печати и за да се постигне изпъкналия ефект, е нужно да се издълбае малко от суровия камък. Ахатът е сред предпочитаните за изработването на този вид украшения.

## Шлифоване
Цялостният светещ ефект, наблюдаван при някои камъни, се нарича яркост. Тя е най-забележима когато камъкът бива бавно завъртян, докато бива разглеждан. Яркостта се подсилва от броя на фасетите, както и от разположението им и ъглите, които сключват. Тези ъгли се оформят от опитни и изкусни майстори. Когато скъпоценният камък е добре шлифован, той несъмнено е по-ярък, по-красив и по-ценен от същия камък, но неумело обработен.
Прозрачните скъпоценни камъни може да служат като централен орнамент на пръстен или друго бижу, затова е важно да се изтъкнат светлинните ефекти върху видимата им стена. За да се постигне най-добър ефект, когато камъкът е монтиран на пръстен, медальон или друго бижу, той трябва да се фасетира. Горната част на асетирания камък се нарича „корона“, а плоската ѝ лицева стена – „таблица“ или „площадка“. Площадката е оградена от така нареченият „рундист“ – онази част, която ще бъде обхваната от обкова. Невидимата част на скъпоценния камък се нарича „павилион“, чиито фасети се събират в една точка – „връх“ или „шип“.
Шлифовчиците на скъпоценни камъни обикновено ги описват според формата на очертанията им – съществуват кръгъл, овален, триъгълен, квадратен и правоъгълн контур.
Полупрозрачните и непрозрачните скъпоценни камъни трябва да се обработват така, че да изпъкват по-ясно оптичните им ефекти. Един от популярните начини за тяхното шлифоване е кабошонът с неговата традиционна куполовидна форма. Но кобашонът може да има и друга форма – кръгла, круша (капка), сърце или произволна.
Техниката „дублет“ се използва, за да могат камъните да изглеждат по-скъпи, отколкото са всъщност. Типичните дублети се изработват от два камъка, умело споени помежду си.

## Форми на обработения камък
- гладък
  - мънисто
  - кабошон – плосък павилион, куполовидна корона, без таблица
- остенен
  - фантазийно[3]
  - френско каре[4]
  - брилянт – остеняване, разработено специално за диаманта, но използвано и при други скъпоценни камъни. Обикновено има 58 фасети: 33 над рундиста (пръстена) и 25 под него. Спазването на определени пропорции е много важно за всички камъни, фасетирани по този начин, особено за диамантите.[3] Ъгълът между фасетите на короната трябва да е от 35 до 37 градуса, а ъгълът между рундиста и павилиона – 40 градуса. Вариантите на брилиантното шлифоване с модифициран контур са например „маркиза“ и „панделок“.[3]
  - циркон – шлифоването прилича по стил на брилиантното, но към павилионът са добавени допълнителни фасети, които ограждат шипа.[3]
  - степенчено[3] (смарагдово) остеняване – контурите на камъка са ромб, каре, квадрат или правоъгълник. То се състои от таблица и няколко реда степенки, разположени така, че страната на всяка степенка да е успоредна на тоблицата.[3]
  - клиновидно остеняване – подобно на смарагдовото, но с двойка фасети, разчленяващи се в горната част на четири или повече клиновидни фасети[3]
  - бриолет[3] (крушовидно, известно и като капковидно[3]) остеняване – диамант във формата на круша (капка), върху цялата повърхност на който са нанесени триъгълни или правоъгълни фасети
  - звездовидно остеняване – фасетите се нанасят във формата на звезда
  - спираловидно остеняване – фасетите се нанасят спираловидно
  - сърцевидно
  - тип „роза“ – плоска основа и полусфера с 24 правилно разположени триъгълни фасети. Завършва с връх и се използва главно за малки диаманти.[3]
  - италиано (гема)[3] – противоположност на камеята. Вместо изпъкнало, изображението върху гладката повърхност на камъка е вдлъбнато.

Съществуват и смесени типове остеняване.
- Брилянтно остеняване
- Смарагдово остеняване
- Крушовидно остеняване
- Остеняване тип роза